# Дьяволік — Гінгко в атаку!
«Дьяволік — Гінгко в атаку!» — італійський кінофільм 2022 року, знятий режисерами Братами Манетті.

## Сюжет
Дьяволік — це ім'я вселяє страх у всіх, у кого є незліченні статки. Будучи усиновленим впливовим злочинним босом, він змалку вивчав кримінальний світ. І вже до підліткового віку йому вдалося стати одним із найкращих злодіїв Італії. А коли герой фільму досяг повноліття, то випередив майстерність свого прийомного батька.
Одна лише згадка імені Дияволіка здатна змусити італійських багатіїв вийти з себе, припустившись помилок, необхідних геніальному злочинцю. Поліцейські хоч і намагаються зловити його, рік у рік зазнають поразки. Дьяволік завжди знаходить способи заплутати їх, випереджаючи на кілька кроків. Навіть найкращі детективи не можуть знайти хоча б одну зачіпку для встановлення його справжньої особи.
Якось герой фільму Дьяволік зустрічає чарівну дівчину на ім'я Єва. Вона вперше у житті змушує його відчути любов і прихильність. Заради неї він хоче залишити свою професію. Але зробити це не так просто, як може здатися. Дьяіолік занадто глибоко загруз у криміналі, щоб можна було так просто уникнути відповідальності. Його слідом йдуть не тільки поліцейські, а й конкуренти. Чи зможе він знову оминути всіх своїх ворогів…

## У ролях
- Джакомо Джанніотті: Дьяволік
- Міріам Леоне: Єва Кант
- Валеріо Мастандреа: інспектор Гінко
- Моніка Беллуччі: Алтея ді Валленберг
- Алессіо Лапіче: Роллер
- Лінда Каріді: Елена Ванель
- П'єр Джорджо Беллоккйо: сержант Палмер
- Естер Пантано: сержант Бурров
- Андреа Ронкато: Барбо
- Аманда Кампана: молодий візажист
- Урбано Барберіні: міністр Дункан
- Бернардо Казертано: сержант Алтон
- Джакомо Джорджо: Земан
- Сімоне Леонарді: поліцейський
- П'єранджело Менчі: Польдо
- Марко Бонадеї: агент Урбан
- Джи-Макс: головний охоронець музею
- Ґуставо Фріґеріо: дворецький Освальдо
- Діодато: співак Армен

## Знімальна група
- Режисер: Брати Манетті
- Сценарій: Брати Манетті, Мікеланджело Ла Неве
- Продюсер: Карло Маккітелла, Брати Манетті, Лаура Контаріно
- Оператор: Анджело Соррентіно
- Монтаж: Федеріко Марія Манескі
- Спецефекти: Сімоне Сільвестрі
- Музика: Півіо Де Скальці, Альдо Де Скальці
- Художник: Ноемі Марчіка
- Костюми: Джиневра Де Кароліс
- Грим: Франческа Лодолі